# Arctornis tortricoides
Arctornis tortricoides är en fjärilsart som beskrevs av Walker 1862. Arctornis tortricoides ingår i släktet Arctornis och familjen tofsspinnare. Inga underarter finns listade i Catalogue of Life.